# Mazurek (Kuchen)

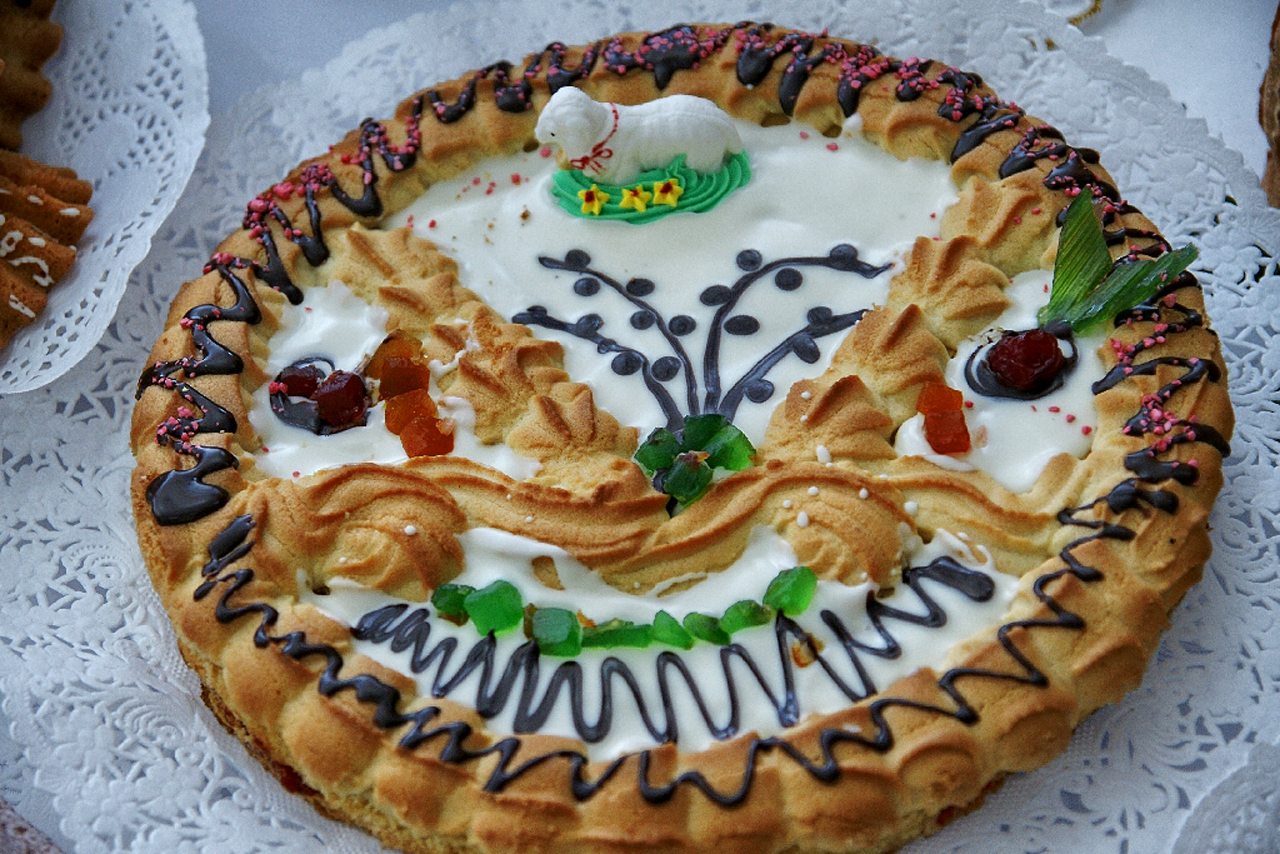
Mazurek

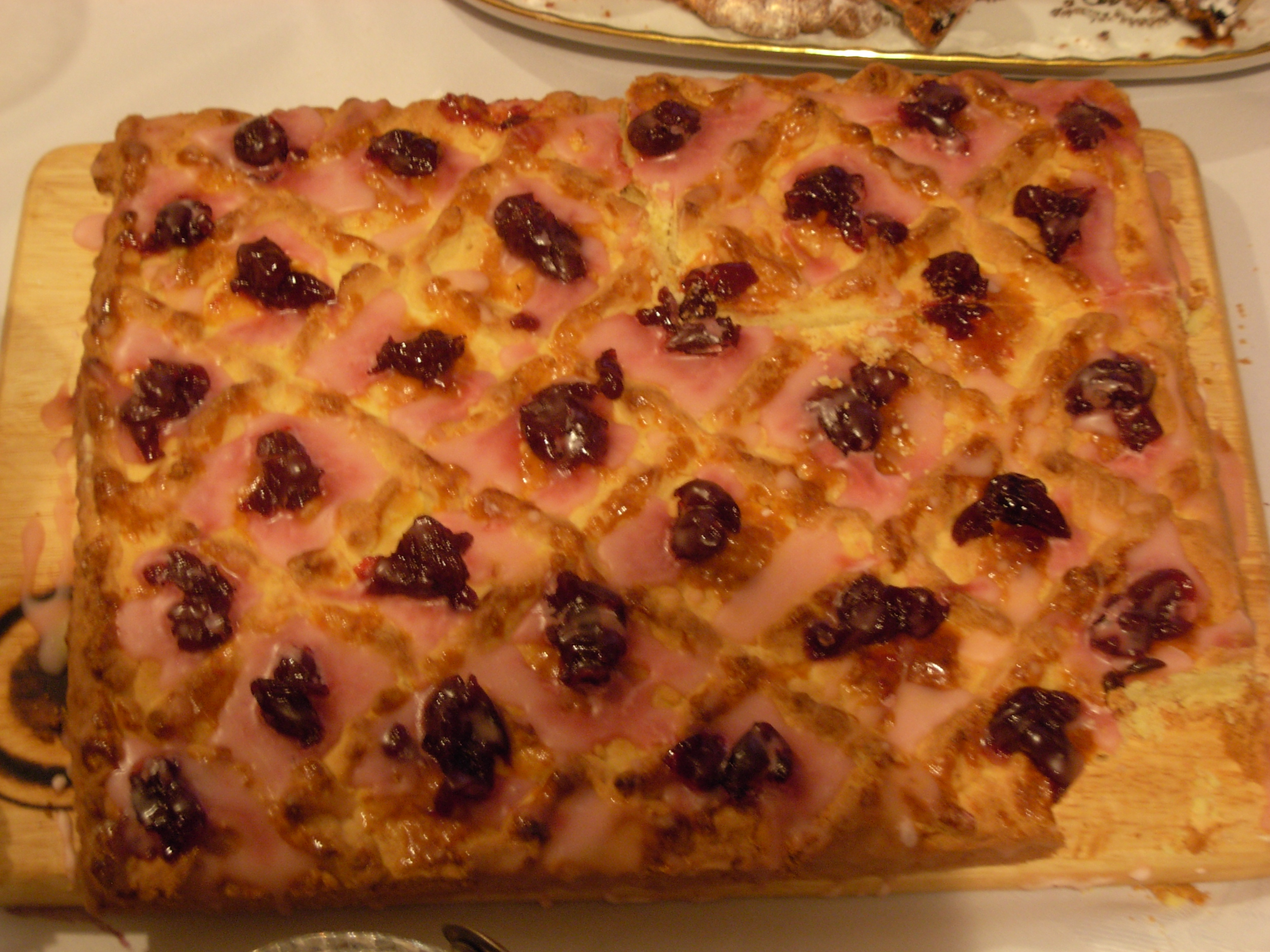
Hausgemachter Mazurek

Mazurek (Plural: Mazurki) ist ein traditioneller Kuchen der polnischen Küche, der im polnischen Osterbrauchtum verwurzelt ist und neben der Babka seit Jahrhunderten zu Ostern gebacken wird. Seine genaue Herkunft ist unbekannt. Mazurki sind relativ dünn, von variablem Umfang, tendieren zu rechtwinkligen Formen und sind am häufigsten als Blechkuchen anzutreffen. 
Sie werden aus mindestens zweierlei Teig hergestellt, als Boden dient immer Mürbeteig. Außen wird die Oberfläche stets mit einer Teigkrone aus Sandteig umgeben. Auf den Boden kann auch eine zweite Teigschicht aufgebracht werden, etwa aus Sandteig, Rührteig, Biskuitteig oder Makronenmasse. Hefeteig und Blätterteig sind ungeeignet. Nun wird der Kuchen entweder gebacken und anschließend mit Marmeladen oder Kuvertüren verschiedener Art (u. a. mit Sahne-, Nuss-, Schokoladen- oder farbigen Fruchtkuvertüren) bedeckt und dekoriert, oder er wird bereits vor dem Backen mit einer oder mehreren Marmeladen bestrichen und sehr häufig mit einem Sandteiggitter geschmückt. Zum Abschluss wird ein österlicher Mazurek stets noch mit Trockenfrüchten, Mandelsplittern, Kokos- oder Schokoladenstreuseln, Zuckerguss und sonstigen Hilfsmitteln verziert und oft auch beschriftet. Zum Durchziehen lässt man ihn zwei bis drei Tage ruhen.  
Hausgemachte Ostermazurki verschiedener Größe verschenkt man gerne im Familien-, Freundes- und Bekanntenkreis. Sie sind auch meist Bestandteil der Święconki – der an Ostern in einem Korb zur traditionellen Speisensegnung getragenen Nahrungsmittel. 
Das übrige Jahr hindurch ist der Mazurek ebenfalls erhältlich, jedoch nur in einfacheren Formen.

## Einzelnachweis
1. ↑  Vgl. 1 "Chleb", in: Zygmunt Gloger, Encyklopedia staropolska ilustrowana, Warschau 1958 (Erstveröffentlichung: 1900–1903).